# Neudörfel (Weida)
Neudörfel ist eine Kleinsiedlung und Ortsteil von Hohenölsen, welches seit 31. Dezember 2013 zur Stadt Weida im Landkreis Greiz in Thüringen gehört.

## Lage
Neudörfel liegt etwa einen Kilometer westlich von Hohenölsen entfernt am Talrand der Weida.

## Geschichte
Am 21. April 1120 wurde der Ort erstmals urkundlich genannt.
Beim Wiederaufbau nach dem Dreißigjährigen Krieg wurde zuerst das Rittergut erbaut, die ersten Bauernhöfe wurden 1690 neu errichtet. Der weilerartige Ort wurde 1728 als „Neundörfel“ erwähnt. Im 19. Jahrhundert entstanden entlang der beiden Hauptwege noch ein Dutzend Wohnhäuser für die Landarbeiter des Rittergutes.
Als Exklave war der Ort zeitweise eine eigenständige Gemeinde und gehörte zum Fürstenhaus Reuß ältere Linie. Mit 140 Einwohnern im Jahr 1905 erlebte der Ort seine Blütezeit, gegenwärtig leben noch etwa 100 Einwohner in Neudörfel. Am 1. Oktober 1922 wurden die reußischen und weimarschen Gebietsteile um Weida vereinigt.
Die Eingemeindung von Neudörfel nach Dittersdorf wurde 1946 vorgenommen, 1950 wurde Dittersdorf nach Zickra und 1974 nach Clodra eingemeindet, Neudörfel wurde nach Hohenölsen „abgegeben“.